# Earl Averill
Howard Earl Averill  (Snohomish, Washington, 21 de mayo de 1902-Everett, Washington, 16 de agosto de 1983), más conocido como Earl Averill, fue un jugador profesional estadounidense de béisbol que se desempeñó en la posición de jardinero central en las Grandes Ligas de Béisbol (MLB). Es miembro del Salón de la Fama del Béisbol.

## Carrera
Averill jugó como profesional once temporadas en Cleveland Guardians (1929-1939), después pasó a Detroit Tigers (1939-1940), luego a Atlanta Braves, donde jugó una temporada (1941), y fue el equipo en el que se retiró.

## Reconocimiento
En 1975, ingresó como miembro al Salón de la Fama del Béisbol.